# Persone di cognome Lang
| Questa pagina contiene informazioni ricavate automaticamente dalle voci biografiche con l'ausilio del template Bio e di un bot. L'aggiornamento è periodico e automatico e ricostruisce completamente la pagina. Se manca una persona in questa lista, sei pregato di non aggiungerla, ma accertati piuttosto che la sua voce biografica contenga il template Bio e che i dati anagrafici siano correttamente compilati. Se il template Bio manca, inseriscilo tu stesso o, in alternativa, metti l'avviso {{tmp\|Bio}} che ne segnala la mancanza. Se i dati riportati sono sbagliati, correggi direttamente la voce biografica; le modifiche saranno visibili in questa lista entro pochi giorni. Per chiarimenti vedi il progetto antroponimi. La lista contiene solo le 74 persone che sono citate nell'enciclopedia e per le quali è stato implementato correttamente il template Bio. Pagina aggiornata al 23 apr 2025. |

Questa è una lista di persone presenti nell'enciclopedia che hanno il cognome Lang, suddivise per attività principale.

## Altiste(1)
- Salome Lang, altista svizzera (Basilea, n. 1997)

## Architetti(1)
- Adolf Lang, architetto ungherese (Praga, n. 1848 - Vienna, † 1913)

## Attori(4)
- Matheson Lang, attore e drammaturgo canadese (Montréal, n. 1879 - Bridgetown, † 1948)
- Mirko Lang, attore tedesco (Brema, n. 1978)
- Perry Lang, attore, sceneggiatore e regista statunitense (Palo Alto, n. 1959)
- Stephen Lang, attore statunitense (New York, n. 1952)

## Attori pornografici(1)
- Nick Lang, attore pornografico ungherese (Budapest, n. 1972)

## Attrici(4)
- Barbara Lang, attrice e cantante statunitense (Chicago, n. 1937)
- Chloe Lang, attrice statunitense (Connecticut, n. 2001)
- June Lang, attrice statunitense (Minneapolis, n. 1917 - Valley Village, † 2005)
- Katherine Kelly Lang, attrice statunitense (Los Angeles, n. 1961)

## Autori di giochi(1)
- Eric M. Lang, autore di giochi canadese (n. 1972)

## Aviatori(2)
- Emil Lang, aviatore e ufficiale tedesco (Leibertingen, n. 1909 - Overhespen, † 1944)
- Friedrich Lang, aviatore austro-ungarico (n. 1894 - † 1937)

## Batteristi(1)
- Thomas Lang, batterista austriaco (Vienna, n. 1967)

## Calciatori(10)
- Callum Lang, calciatore inglese (Liverpool, n. 1998)
- Christoph Lang, calciatore austriaco (Deutschlandsberg, n. 2002)
- Georges Lang, calciatore svizzero († 1959)
- Hans Lang, calciatore tedesco (Augsburg, n. 1899 - Aalborg, † 1943)
- James Lang, calciatore scozzese (n. 1851 - † 1929)
- Michael Lang, ex calciatore svizzero (San Gallo, n. 1991)
- Noa Lang, calciatore olandese (Capelle aan den IJssel, n. 1999)
- Steven Lang, ex calciatore svizzero (Delémont, n. 1987)
- Lang Zheng, calciatore cinese (Baoding, n. 1986)
- Ádám Lang, calciatore ungherese (Veszprém, n. 1993)

## Cantanti(1)
- Franzl Lang, cantante tedesco (Monaco di Baviera, n. 1930 - Monaco di Baviera, † 2015)

## Cantautrici(1)
- K.d. lang, cantautrice canadese (Edmonton, n. 1961)

## Cestiste(1)
- Alison Lang, ex cestista canadese (Saskatoon, n. 1961)

## Cestisti(5)
- Kris Lang, ex cestista statunitense (Gastonia, n. 1979)
- Antonio Lang, ex cestista e allenatore di pallacanestro statunitense (Mobile, n. 1972)
- James Lang, ex cestista statunitense (Mobile, n. 1983)
- Jarvis Lang, ex cestista statunitense (Greenville, n. 1971)
- Nicolas Lang, cestista francese (Mulhouse, n. 1990)

## Ciclisti su strada(2)
- Czesław Lang, ex ciclista su strada e pistard polacco (Kołczygłowy, n. 1955)
- Sebastian Lang, ex ciclista su strada tedesco (Erfurt, n. 1979)

## Compositori(1)
- David Lang, compositore statunitense (Los Angeles, n. 1957)

## Danzatori(1)
- Harold Lang, ballerino, attore teatrale e insegnante statunitense (Daly City, n. 1920 - Chico, † 1985)

## Dirigenti sportivi(1)
- Pirmin Lang, dirigente sportivo, ex ciclista su strada e ex ciclocrossista svizzero (Pfaffnau, n. 1984)

## Doppiatori(1)
- Lex Lang, doppiatore e direttore del doppiaggio statunitense (Hollywood, n. 1965)

## Generali(1)
- Ross Lang, generale britannico (Inghilterra, † 1822)

## Ginnasti(1)
- Michael Lang, ginnasta e multiplista statunitense (n. 1875 - Los Angeles, † 1962)

## Giocatori di football americano(2)
- Kenard Lang, ex giocatore di football americano statunitense (Orlando, n. 1975)
- T.J. Lang, ex giocatore di football americano statunitense (Ferndale, n. 1987)

## Giornalisti(1)
- Hans-Joachim Lang, giornalista e storico tedesco (Spira, n. 1951)

## Giudici di tennis(1)
- Alison Lang, giudice di tennis inglese (Warsash)

## Hockeisti su ghiaccio(2)
- Robert Lang, ex hockeista su ghiaccio cecoslovacco (Teplice, n. 1978)
- Ryan Lang, ex hockeista su ghiaccio canadese (Regina, n. 1980)

## Imprenditori(1)
- Michael Lang, imprenditore statunitense (New York, n. 1944 - New York, † 2022)

## Linguiste(1)
- Sonja Lang, linguista, traduttrice e esperantista canadese (Nuovo Brunswick, n. 1978)

## Matematici(1)
- Serge Lang, matematico francese (Parigi, n. 1927 - Berkeley, † 2005)

## Musicisti(1)
- Jonny Lang, musicista, chitarrista e cantante statunitense (Fargo, n. 1981)

## Nuotatori(1)
- Brent Lang, ex nuotatore statunitense (n. 1968)

## Pallavoliste(1)
- Lang Ping, ex pallavolista e allenatrice di pallavolo cinese (Pechino, n. 1960)

## Pianiste(1)
- Josephine Lang, pianista, cantante e compositrice tedesca (Monaco di Baviera, n. 1815 - Tubinga, † 1880)

## Pianisti(1)
- Lang Lang, pianista cinese (Shenyang, n. 1982)

## Piloti motociclistici(1)
- Hermann Lang, pilota motociclistico e pilota automobilistico tedesco (Cannstatt, n. 1909 - Bad Cannstatt, † 1987)

## Pittori(1)
- Nikolaus Lang, pittore tedesco (Oberammergau, n. 1941 - Murnau am Staffelsee, † 2022)

## Politici(2)
- Carl Lang, politico francese (Vernon, n. 1957)
- Jack Lang, politico francese (Mirecourt, n. 1939)

## Registe(1)
- Samantha Lang, regista e sceneggiatrice australiana (Londra, n. 1967)

## Registi(4)
- Fritz Lang, regista, sceneggiatore e scrittore austriaco (Vienna, n. 1890 - Beverly Hills, † 1976)
- Krzysztof Lang, regista e sceneggiatore polacco (Varsavia, n. 1950)
- Michel Lang, regista e sceneggiatore francese (Parigi, n. 1939 - Saint-Arnoult, † 2014)
- Walter Lang, regista e sceneggiatore statunitense (Memphis, n. 1896 - Palm Springs, † 1972)

## Schermidori(1)
- Martin Lang, ex schermidore statunitense (Jersey City, n. 1949)

## Schermitrici(1)
- Susanne Lang, ex schermitrice tedesca (n. 1967)

## Sciatori nordici(1)
- Toni Lang, ex sciatore nordico tedesco (n. 1982)

## Scrittori(2)
- Andrew Lang, scrittore e poeta britannico (Selkirk, n. 1844 - Banchory, † 1912)
- Luc Lang, scrittore francese (Suresnes, n. 1956)

## Soprani(1)
- Petra Lang, soprano tedesco (Francoforte sul Meno, n. 1962)

## Stilisti(1)
- Helmut Lang, stilista e scultore austriaco (Vienna, n. 1956)

## Velisti(1)
- Peter Lang, velista danese (Vejle, n. 1989)

## Zoologi(2)
- Arnold Lang, zoologo svizzero (Oftringen, n. 1855 - Zurigo, † 1914)
- Herbert Lang, zoologo tedesco (Öhringen, n. 1879 - † 1957)